# Trophon triacanthus
Trophon triacanthus is een slakkensoort uit de familie van de Muricidae. De wetenschappelijke naam van de soort is voor het eerst geldig gepubliceerd in 1987 door Castellanos, Rolan & Bartolotto.